# Kabaddi nos Jogos Asiáticos em Recinto Coberto de 2009
As competições de kabaddi nos Jogos Asiáticos em Recinto Coberto de 2009 ocorreram entre 2 e 6 de novembro. Apenas o torneio masculino foi disputado.

## Calendário
| Outubro/Novembro | 28 | 29 | 30 | 31 | 1 | 2 | 3 | 4 | 5 | 6 | 7 | 8 | Finais |
| ---------------- | -- | -- | -- | -- | - | - | - | - | - | - | - | - | ------ |
| Kabaddi          |    |    |    |    |   |   |   |   |   | 1 |   |   | 1      |

## Medalhistas
| Evento    | Ouro | Prata | Bronze | Bronze |
| Masculino | Navneet Gautam Jasvir Singh Anup Kumar Samarjeet Manjit Chillar Vikram Singh Patil Rakesh Kumar IND Índia | Mohammad Bagher Mazandarani Nasser Roumiani Reza Kamali Moghaddam Ehsan Zamani Ramezan Ali Paein-Mahalli Mostafa Nodehi Farhad Kamal Gharibi IRI Irã | Al Mamun Kamal Hossain Md Mfatun Haque Abu Salah Musa Kader Abdul Firoj Firojjaman Arduzzaman Munshi BAN Bangladesh | Duminda Mudiyanselage Indika Ranasinghe Isuru Badalawalauwe Siriwardene Dewage Kumudu Kasthuri Mahesh Gamage Nishantha Arachchige Prasad de Silva Dinayadura Sajith Helage Don Wasantha Gnanarthage SRI Sri Lanka |

## Resultados

### Masculino

#### Primeira fase
| Grupo A | Grupo A       | Grupo A | Grupo A | Grupo A |
| Pos.    | País          | Pts.    | J       | SP      |
| ------- | ------------- | ------- | ------- | ------- |
| 1       | Índia         | 6       | 3       | 113     |
| 2       | Sri Lanka     | 4       | 3       | -18     |
| 3       | Coreia do Sul | 2       | 3       | 6       |
| 4       | Vietname      | 0       | 3       | -101    |

| Sri Lanka     | 46-44 | Coreia do Sul |
| Índia         | 71-30 | Vietname      |
| Índia         | 57-26 | Coreia do Sul |
| Sri Lanka     | 57-36 | Vietname      |
| Coreia do Sul | 76-37 | Vietname      |
| Índia         | 60-19 | Sri Lanka     |

| Grupo A | Grupo A    | Grupo A | Grupo A | Grupo A |
| Pos.    | País       | Pts.    | J       | SP      |
| ------- | ---------- | ------- | ------- | ------- |
| 1       | Irão       | 6       | 3       | 127     |
| 2       | Bangladesh | 4       | 3       | 12      |
| 3       | Tailândia  | 2       | 3       | -14     |
| 4       | Malásia    | 0       | 3       | -125    |

| Bangladesh | 75-50 | Malásia    |
| Irão       | 68-23 | Tailândia  |
| Irão       | 80-19 | Malásia    |
| Bangladesh | 58-50 | Tailândia  |
| Malásia    | 45-84 | Tailândia  |
| Irão       | 51-30 | Bangladesh |

#### Segunda fase
|  | Semifinal  | Semifinal |    |  | Final  | Final |  |
|  |            |           |    |  |        |       |  |
|  | 05/nov     |           |    |  |        |       |  |
|  | Índia      | 59        |    |  |        |       |  |
|  | Bangladesh | 18        |    |  |        |       |  |
|  |            |           |    |  |        |       |  |
|  |            |           |    |  | 06/nov |       |  |
|  |            |           |    |  | Índia  | 57    |  |
|  |            | Irão      | 33 |  |        |       |  |
|  |            |           |    |  |        |       |  |
|  |            |           |    |  |        |       |  |
|  |            |           |    |  |        |       |  |
|  | 05/nov     |           |    |  |        |       |  |
|  | Irão       | 61        |    |  |        |       |  |
|  | Sri Lanka  | 19        |    |  |        |       |  |